# Orchesia gracilis
Orchesia gracilis là một loài bọ cánh cứng trong họ Melandryidae. Loài này được Melsheimer miêu tả khoa học năm 1846.